# Coelogynopora steinböcki
Coelogynopora steinböcki är en plattmaskart som beskrevs av Sopott-Ehlers 1980. Coelogynopora steinböcki ingår i släktet Coelogynopora och familjen Coelogynoporidae. Inga underarter finns listade i Catalogue of Life.